# Nomen nudum
La frase nomen nudum (plural nomina nuda) és un terme llatí que significa 'nom despullat'. En taxonomia, s'utilitza per a indicar un terme o frase que s'assembla a un nom científic, i s'ha procurat que esdevingui nom científic, però ha fallat perquè no s'ha publicat amb una descripció (o referència) adequada, i és per això que és «despullat».
Un nom pot ser nomen nudum per diverses raons:
- Pot no haver estat publicat, o ha estat publicat d'una manera que no satisfà les exigències del codi apropiat de la nomenclatura (per exemple, publicat només en el web).
- Pot haver estat publicat, però sense la intenció de crear un nou nom científic, per exemple pot ser acompanyat amb condicions, o amb una negació, o simplement la carència d'una indicació que el nom és intencionat per a ser nou.
- Pot haver estat publicat, però sense una descripció de l'espècimen tipus, o amb una descripció que és inadequada per a distingir aquell organisme dels seus parents.